# Мочалка (Свердловская область)
Мочалка — деревня в Таборинском районе Свердловской области России.

## География
Деревня Мочалка муниципального образования «Таборинского муниципального района» расположена в 30 километрах (по автотрассе в 37 километрах) к югу-юго-западу от районного центра села Таборы. В окрестностях деревни, в 5 километрах, находится Вогульское болото. 

## История
Деревня Мочалка входит в состав муниципальное образование «Таборинское сельское поселение».

## Население
| 2002 | 2010 | 2021 |
| ---- | ---- | ---- |
| 38   | ↘22  | ↘5   |